# Palaeoloxodon recki
Palaeoloxodon recki (Dietrich, 1915) è un mammifero elefantide estinto intorno alla metà del Pleistocene.

La specie visse in Africa tra 3,5 a 1 Ma e, con un'altezza al garrese fino a 4,5 m, fu uno degli elefanti più grandi mai vissuti.

## Tassonomia
Il paleontologo Michel Beden ha distinto, nei suoi studi, cinque sottospecie:
- Palaeoloxodon recki brumpti (Beden, 1980)
- Palaeoloxodon recki shungurensis (Beden, 1980)
- Palaeoloxodon recki atavus (Arambourg, 1947)
- Palaeoloxodon recki ileretensis (Beden, 1987)
- Palaeoloxodon recki recki (Dietrich, 1915)

Ricerche più recenti hanno appurato che gli intervalli di esistenza delle sottospecie non sono successivi, ma si sovrappongono  (condizione di overlap) in modo significativo; le comparazioni biometriche del cranio e della dentatura hanno, inoltre, evidenziato una vasta gamma di varianti morfologiche sia tra le diverse sottospecie che tra esemplari precedentemente identificati come appartenenti alla medesima sottospecie. Questi risultati suggeriscono che le relazioni tra le sottospecie di E. recki siano più complicate di quanto ritenuto in precedenza.